# Jean-Claude Rudaz
Jean-Claude Rudaz (Sion, 23 juli 1942) is een voormalig autocoureur uit Zwitserland. Hij nam deel aan de Grand Prix van Italië in 1964 voor het team Cooper, maar wist zich niet te kwalificeren.
Hij nam ook deel aan de 24 uur van Le Mans in 1964.